# La Seine musicale
La Seine musicale est, à la pointe aval de l'île Seguin, un ensemble de bâtiments consacrés à la musique et ouverts à tous les publics. Ces bâtiments peuvent accueillir des manifestations artistiques, politiques, festives, et commerciales. Ils sont à Boulogne-Billancourt, donc dans les Hauts-de-Seine.

## Historique
L'ensemble a été réalisé dans le cadre d'un contrat de partenariat signé le 11 juillet 2013 entre le Conseil général des Hauts-de-Seine et le groupement Tempo Île Seguin comprenant Bouygues Bâtiment Île-de-France (mandataire), Sodexo, OFI Infravia et TF1,  pour une durée de vingt-sept ans à partir de la date de livraison. Le contrat porte sur la conception, la construction, le financement, l'exploitation et la maintenance des lieux et prévoit que l'opérateur doit développer les recettes d'exploitation en développant une programmation qui reste à ses risques et périls, en plus de la programmation du conseil général. En contrepartie, l'opérateur reversera un montant garanti qui viendra en diminution du coût incombant à la collectivité, d'un minimum de 150,8 millions d'euros sur vingt-sept ans.
Le permis de construire, déposé le 1er août 2013, est instruit jusqu'en mars 2014. Le 7 novembre 2013 est rendu l'avis de l'autorité environnementale sur l'étude d'impact. Du 12 décembre 2013 au 18 janvier 2014 s'est tenue une enquête publique. En mars 2014, délivrance du permis de construire et début des travaux préliminaires (terrassements, installations de chantier...). Le permis n'ayant fait l'objet d'aucun recours, la pose de la première pierre est réalisée le 5 juillet 2014 par le président du Conseil général, Patrick Devedjian. Le coût de cette construction est évalué à 170 millions d'euros. La ville de Boulogne a par ailleurs cédé le foncier de 2,35 hectares pour un euro symbolique au conseil général.
La Seine musicale est inaugurée le 22 avril 2017 avec un concert d'Insula orchestra, accompagné du chœur Accentus, dirigé par Laurence Equilbey. Lors de la semaine d'inauguration, le 21 avril 2017, Bob Dylan est le premier artiste à produire un spectacle musical.

## Bâtiments
La conception de La Seine musicale est confiée aux architectes Shigeru Ban, lauréat du Prix Pritzker en 2014, et Jean de Gastines. La scénographie des salles est réalisée par l'agence dUCKS scéno de Michel Cova tandis que les études acoustiques ont été confiées aux cabinets Nagata Acoustics et Lamoureux Acoustics.
C'est le long du grand foyer que s'organise la colonne vertébrale du projet. L'ensemble de l'équipement est constitué de la Grande Seine, l'auditorium Patrick-Devedjian, un pôle de répétitions et d'enregistrement, des salles de répétitions et bureaux pour des ensembles en résidence (Insula Orchestra, la Maîtrise des Hauts-de-Seine et l'Académie musicale Philippe Jaroussky), les espaces de réception et des commerces. Un jardin est accessible sur le toit de la grande salle. L'ensemble représente une superficie de 36 500 m2.

### La grande rue et le grand foyer
D'une surface de 1 000 m2, il comprend un bar, café restaurant, des boutiques en rapport avec la musique et des expositions culturelles.

### Auditorium Patrick-Devedjian

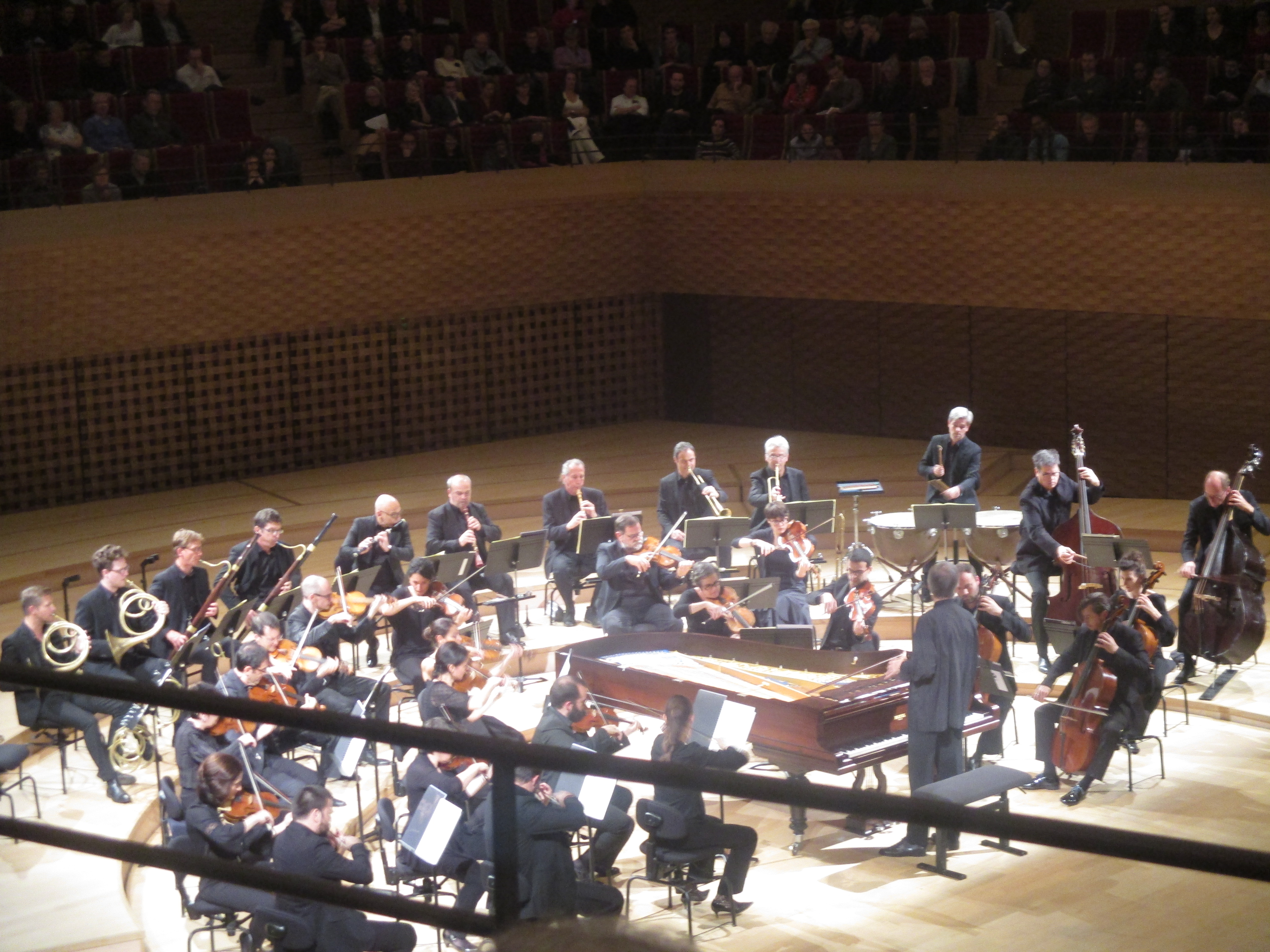
Christian Zacharias dirige l'Insula orchestra dans le concerto n° 20 de Mozart en novembre 2018.

L'auditorium a une forme de nid ou d'œuf en bois tressé et des panneaux photovoltaïques en forme de voile se déplacent suivant la course du soleil.
Il est conçu pour accueillir un orchestre symphonique ou de musique contemporaine. La salle dite en vignoble, typologie retenue pour des critères acoustiques et scénographiques a une capacité de 1 150 places.
La programmation des événements est pilotée par le département des Hauts-de-Seine et STS Événements, société exploitante de l'équipement.
L'auditorium a été rebaptisé au nom de Patrick Devedjian, le 25 septembre 2020, lors d'une journée hommage consacrée à l'ancien président du département des Hauts-de-Seine, fondateur de La Seine musicale.

### La Grande Seine
La Grande Seine est conçue pour répondre aux programmations les plus ambitieuses pouvant rivaliser avec les plus grandes structures internationales. Elle s'inscrit dans la tradition des grandes salles de spectacles pouvant recevoir concerts, comédies musicales, spectacles vivants, ballets, spectacles pour enfants, événements d'entreprise, etc.
Elle peut recevoir 4 000 places assises ou 6 800 assis/debout. Par ses dispositifs scéniques, elle peut être modulée suivant les événements (théâtre, comédie musicale, conférence, concert, etc.). La Grande Seine peut aussi accueillir un orchestre symphonique dans une fosse d'orchestre pour certains spectacles.

### Pôle de répétitions et d'enregistrement
Les studios RIFFX d'enregistrement et de répétition accueillent artistes et sociétés de production pour leurs projets. L'acoustique de tous les studios est modulable.

### Espace entreprises
La Seine musicale propose des espaces privatisables aux entreprises pour leurs colloques, séminaires, salons, etc. Ces espaces représentent près de 3 000 m2. La commercialisation de ces espaces pour des événements privés est à la charge de Sodexo.

### Espace restaurant
Le restaurant Octave a été inauguré le 4 octobre 2017.

## Le parvis et le jardin Bellini
La façade de La Seine musicale est recouverte d'un écran géant de 800 m2 face au parvis.
Deux sculptures sont installées à l'extérieur de La Seine musicale :
- Le Pouce de César (1960) sur le parvis ;
- La Défense de Rodin (1879) dans la montée des escaliers vers le jardin Bellini.

Le jardin de 7 410 m2 est ouvert au public, posé sur le toit de la grande salle, avec une vue sur l'auditorium, sur la pointe de l'île Seguin et les rives de la Seine.

## Distinctions
- 2014 - Prix du label Biodivercity du Conseil international de biodiversité et immobilier.
- 2015 - Prix du Meilleur Projet futur (Best Futura Project)[5] au Marché international des professionnels de l'immobilier (MIPIM) Awards à Cannes

## Les ensembles
La Seine musicale accueille trois ensembles en résidence : 
Parmi les partenaires de renom, Laurence Equilbey dirige l'Insula orchestra fondé en 2012 ; cet ensemble sur instruments d'époque bénéficie d'une résidence dans les locaux.
L'Académie musicale Philippe Jaroussky : créée en 2017 par le contre-ténor Philippe Jaroussky, elle a pour mission de démocratiser l'accès à la musique classique en accompagnant les enfants tout comme les jeunes adultes dans une formation musicale. Elle accueille chaque année environ 25 enfants de 7 à 12 ans, issus de milieux éloignés de la pratique musicale. Le programme Jeunes Talents concerne environ 25 jeunes de 18 à 30 ans, issus de la formation d'excellence en chant, piano, violon ou violoncelle.
La Maîtrise des Hauts-de-Seine : fondée en 1985 et dirigée par Gaël Darchen, elle forme des choristes et solistes pour le grand répertoire lyrique. Elle réunit 650 jeunes chanteurs, de 5 à 25 ans. Depuis 1995, elle est devenue le chœur d'enfants officiel de l'Opéra national de Paris.
Le 12 décembre 2017, la Seine musicale accueille le « One Planet Summit ». Organisé à l'occasion du deuxième anniversaire de l'accord de Paris sur le climat, cet événement d'initiative française cherche à remobiliser la communauté internationale sur les enjeux écologiques. Il réunit près de 4 000 invités, dont une cinquantaine de chefs d'État et de gouvernement.
Le 19 décembre 2021, la Seine musicale est le lieu hôte du concours Eurovision de la chanson junior 2021, après la victoire de Valentina l'année précédente en Pologne.